# كارين أكوبيان
كارين أكوبيان (بالروسية: Карен Акопян)‏ هو لاعب كرة قدم روسي في مركز الوسط، ولد في 18 يناير 1992 في فلاديفوستوك في روسيا. لعب مع دينامو موسكو ولوخ إينيرجيا فلاديفوستوك ونادي شيراك.